# Neochen debilis
Neochen debilis — вимерлий вид гусеподібних птахів родини качкових (Anatidae). Був описаний у 1891 році за викопними рештками, знайденими в Аргентині, у формації Бельграно. Цей птах мав менші розміри, ніж сучасна гриваста каргарка.